# Shennong
Shennong (en xinès tradicional: 神農; en xinès simplificat: 神农; en pinyin: Shénnóng, Wade-Giles: Shen-nung o Shen Nung), també conegut com l'Emperador Yan (炎帝, Yándì) i un dels Tres augustos i cinc emperadors i Emperador de les cinc llavors, és un dels personatges principals de la mitologia xinesa. Suposadament va viure fa uns 5.000 anys i el seu nom significa El Diví Pagès, ja que, segons la tradició, va transmetre la pràctica de l'agricultura.
Familiar proper de Huangdi, l'Emperador Groc, se'l considera un patriarca dels xinesos d'ètnia han. També els vietnamites el consideren un avantpassat seu.

## Historicitat

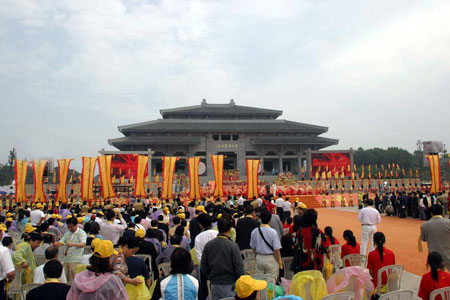
Cerimònia de Shennong Suizhou, Hubei

No es pot dir que Shennong sigui completament una figura històrica. Però és molt important en la història de la cultura xinesa, especialment pel que fa a la mitologia i la cultura popular. Shennong apareix molt en la història de la literatura. Sima Qian menciona que els governants que precediren l'Emperador Groc eren de la casa o grup social de Shennong. Sima Zhen afegeix en el pròleg de Shiji, que el seu cognom era Jiang (姜), i dona una llista dels seus successors. En el Huainanzi es fa referència que fins que ell va ensenyar l'agricultura la gent estava desnodrida i malalta.
El corrent filosòfic de l'agriculturalisme (vers el segle iv aC) va desenvolupar les seves idees a partir d'aquesta figura mítica.